# Charles-François de Ladoucette

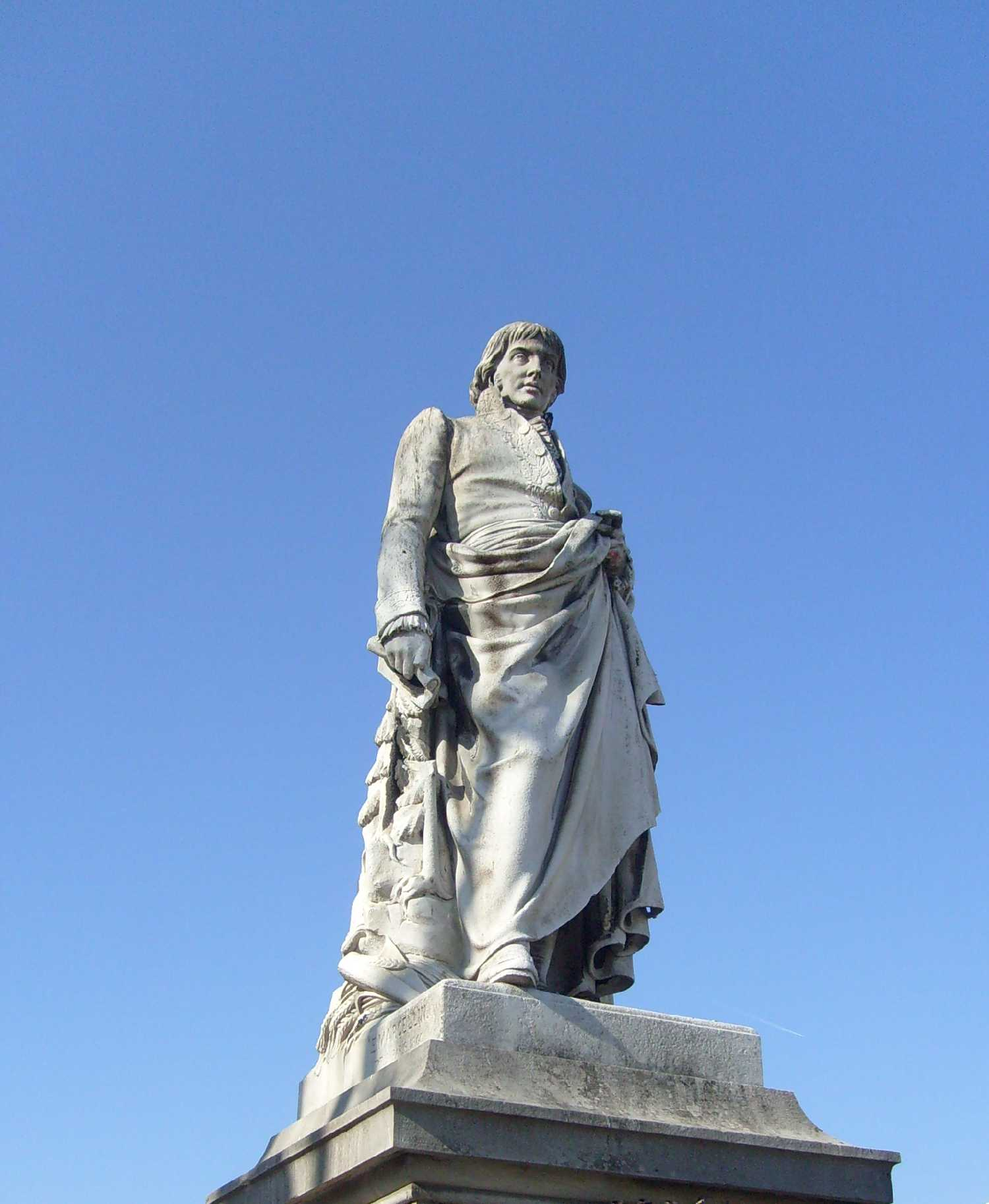
Estátua de Ladoucette em Gap (obra do escultor Jean Marcellin.

Jean-Charles-François Ladoucette (Nancy, 4 de outubro de 1772 — Paris, 19 de março de 1848), conhecido por Charles-François ou Jean-Charles, barão de Ladoucette, foi um político francês, que exerceu as funções de prefeito e deputado, e que se destacou como escritor.

## Biografia
Ladoucette estudou Direito na Universidade de Nancy até 1790, ano em que se alistou na Guarda Nacional. Em 1801 (no ano IX do calendário revolucionário francês) foi nomeado conselheiro municipal de Villers-sur-Meuse. Em 1802, foi nomeado prefeito dos Hautes-Alpes, posto que ocupou até 1809.
Naquele mesmo ano, foi feito barão do Império (a família foi elevada a cavaleiro no reinado de Louis XV) e nomeado prefeito de Roer, funções que manteve até 1814. Durante os Cem Dias, foi prefeito de departamento de Moselle, distinguindo-se na defesa da cidade de Metz contra a coligação. Recebeu o título de conde de Orly (Comte d'Orly) em reconhecimento da sua fidelidade a Napoleão Bonaparte, título de que se não encartou após a restauração.
Como prefeito de Hautes-Alpes, notabilizou-se, com a ajuda do seu secretário-geral Farnaud, pelo financiamento da construção da rota do Mont-Genèvre, obra para a qual adiantou 25 000 francos da sua fortuna pessoal para acelerar os trabalhos. Também se dedicou ao desenvolvimento da agricultura e a reflorestar o território. Em 1802, fundou a Société d'émulation des Hautes-Alpes (agora Société d'études des Hautes-Alpes) e o museu de Gap.
Editou um livro muito detalhado, intitulado Histoire des Hautes-Alpes, no qual, entre outras informações, são descritos exemplos da fala dos Hautes-Alpes. Também encorajou várias escavações arqueológicas e certos objetos encontrados no local de La Bâtie-Monsaléon foram por ele oferecidos à imperatriz Joséphine (esposa do imperador Napoleão I de 1796 a 1809), a quem cortejou. Infelizmente, muitos desses objectos doados desapareceram.
Entre 1834 e 24 de fevereiro de 1848, foi deputado eleito por Briey (então no departamento de Moselle). Uma sua estátua, da autoria do escultor Jean Marcellin, foi erecta na cidade de Gap.

## Obras
Entre outras, Ladoucette é autor das seguintes obras:
- Rose et Noir, in-12°, 1801.
- Philoclès, imitação de Agathon de Wieland, 2 vol. in-8°, Paris, 1802.
- Archéologie de Mons-Seleucus, ville romaine dans les pays des Voconces..., Gap, 1806.
- Voyage fait en 1813 et 1814 dans les pays entre la Meuse et le Rhin, Paris, 1818.
- Histoire, antiquités, usages, dialectes des Hautes-Alpes..., Paris, 1820.
- Nouvelles, contes, apologues et mélanges, 3 volumes in-12°, 1822
- Le Troubadour, ou Guillaume et Marguerite, in-12°, 1824
- Fables en vers, Paris, 1827.
- Robert et Léontine, 3 vol. in-12°, 1827
- « Les Hautes-Alpes » in La France littéraire, abril de 1832, p. 3-15.